# 山崎紫紅
山崎 紫紅（やまざき しこう、1875年（明治8年）3月3日 - 1939年（昭和14年）12月22日）は、明治から大正にかけて活躍した劇作家、歌舞伎作者。横浜市生まれ。本名は山崎 小三（やまざき しょうぞう）。横浜市会議員、神奈川県議会議員、同県議会議長なども務めた。
明治38年（1905年）、処女戯曲『上杉謙信』が伊井蓉峰によって上演される。その後は史劇を多く書き、明治40年（1907年）『歌舞伎物語』などは二代目市川左團次によって何度も上演された。関東大震災後は劇作から遠ざかり、政界や財界で活躍したが、昭和12年（1937年）舞踊劇『春日竜神』を書いている。主な作品に『七つ桔梗』『その夜の石田』『信玄最後』『乱れ笹』『明智光秀』『松一木』『恋の洞』『三七信孝』『当流鉢木』『破戒曽我』などがある。
雑誌『三田文学』創刊号（1910年5月）にも名を連ねた。創刊号の執筆者は紫紅のほか、森鷗外、野口米次郎、木下杢太郎、三木露風、馬場孤蝶、永井荷風、黒田湖山、深川夜烏など。鷗外と親交があったとされる。『三田文学』は鷗外、上田敏らを顧問に、荷風を編集主幹に招いて創刊された。背景には慶應義塾大学部文学科の刷新があった。自然主義文学の牙城だった『早稲田文学』への対抗意識もあったようである。
横浜市保土ケ谷区にある樹源寺に墓がある。